# 82 f.Kr.
| 82 f.Kr.           |
| ------------------ |
| Dødsfald - Fødsler |
|                    |

## Begivenheder
- Sulla bliver selvudnævnt romersk diktator.